# 錫克爾敦 (紐約州)
錫克爾敦（英語：Sickletown）是位於美國紐約州羅克蘭縣的非建制地區。

## 地理
錫克爾敦所處的海拔為高於海平面24米（即79英呎），而該地所採用的時區為UTC-5，即北美东部时区（EST）。同時該地設有夏令時間，為UTC-5調快一小時，即UTC-4（EDT）。